# 亞瓦亞瓦山
亞瓦亞瓦山（Yawa Yawa），是南美洲的山峰，位於玻利維亞的弗朗茨塔馬約省和秘魯的聖安東尼奧德普蒂納省，屬於安地斯山脈的一部分，海拔高度4,600米。